# Арест Александра Лапшина
Путешественник и блогер Александр Лапшин 15 декабря 2016 года был арестован в Минске по запросу властей Азербайджана и 7 февраля 2017 года экстрадирован в Баку из-за посещения Нагорного Карабаха в 2011 и 2012 годах без разрешения азербайджанских властей. Это вызвало напряжение в отношениях между Арменией и Беларусью, а также стало темой внешнеполитической повестки дня в Израиле и России. Глава МИД России Сергей Лавров заявил, что Россия категорически против выдачи блогера в Азербайджан, а также против криминализации посещений россиянами тех или иных регионов мира. Также, протест в связи с выдачей Лапшина заявил Израиль. В итоге в международный скандал вокруг блогера оказались втянуты и задействованы пять государств.
20 июля 2017 года суд в Баку приговорил Лапшина к трём годам лишения свободы по обвинению в нарушении положения законов «О государственной границе Азербайджанской Республики» и «О паспортах», хотя прокуратура запрашивала 6,5 лет. 11 сентября 2017 года президент Азербайджана Ильхам Алиев подписал распоряжение о его помиловании, после чего он смог улететь в Израиль. 20 мая 2021 ЕСПЧ в Страсбурге вынес решение по жалобе блогера в отношении Азербайджанской республики, признав власти страны ответственными в незаконном аресте, пытках и покушении на убийство в отношении Лапшина.

## Биография Александра Лапшина
Александр Валерьевич Лапшин родился в 1976 году в Свердловске (ныне Екатеринбург), по отцу русский, по матери еврей. В возрасте 13 лет в 1989 году эмигрировал в Израиль вместе с семьёй. После окончания школы отслужил три года в Армии обороны Израиля, в том числе на границе с Сектором Газа и на границе Израиля с Ливаном. Имеет два высших образования по специальностям «программирование» и «управление бизнесом». Около года учился в США. Во время учёбы подрабатывал на разных специальностях. Год проработал сотрудником службы безопасности в аэропорту Софии (Болгария).
В 2003—2008 годах жил в Москве. Занимался коммерческой недвижимостью и рынком ценных бумаг.
После финансового кризиса 2008 года вернулся в Израиль. Вплоть до 2016 года проживал в кибуце Рош-ха-Никра около границы с Ливаном, работая удалённым редактором российских интернет-ресурсов на тему путешествий.
Александр Лапшин — один из наиболее активных российских путешественников, он посетил более 140 стран по состоянию на 2018 год, причём многие из этих стран посетил по многу раз и хорошо их изучил. Главные направления путешествий — Ближний Восток, Африка, бывший СССР и Восточная Европа. Также бывал почти во всех странах постсоветского пространства, в большинстве стран Восточной и Юго-Восточной Азии, Северной и Южной Америках, Австралии, Южной и Восточной Африке.
Одно из хобби Александра Лапшина — попытки получения гражданства разных стран мира. Кроме российского гражданства, полученного по рождению, и израильского, полученного в подростковом возрасте в результате натурализации, Лапшин также получил гражданство Украины по праву рождения в этой стране его родителей, хотя на Украине никогда не проживал. Кроме того, в конце 90-х годов Лапшин получил грин-карту США, а в 2011 году подавал заявление (безрезультатно) на гражданство Грузии. На официальном сайте МИД Азербайджана указано, что Лапшин также является гражданином Канады, однако Лапшин данный факт неоднократно опровергал.
2 февраля 2020 года Лапшин посетил Королевство Саудовская Аравия в качестве первого гражданина Израиля, приехавшего в страну официально после решения, принятого МВД Израиля о снятии запрета на посещение этой страны израильтянами. Анализируя данную поездку, целый ряд СМИ, включая катарскую Аль-Джазиру и израильский Едиот Ахронот назвали поездку показательной в контексте сближения Израиля и Саудовской Аравии перед угрозой, связанной с Ираном.

## Уголовное преследование
15 декабря 2016 года Лапшин был арестован в Минске по запросу Азербайджана, который включил его в «черный список» за посещение Нагорного Карабаха без согласования с Баку. В Нагорном Карабахе Лапшин побывал в 2011 и 2012 году, после чего был внесен Азербайджаном в чёрный список лиц, которым запрещен въезд в страну. Однако, решив перехитрить этот список, в июне 2016 года воспользовавшись своим украинским паспортом (где его имя отмечено как Олександр а не Александр), он въехал в Азербайджан.
Официальный Баку обвинял Лапшина также в призывах, направленных против государства, так как Лапшин по версии азербайджанской стороны высказался за независимость самопровозглашенной Нагорно-Карабахской Республики. Впоследствии, на суде в Баку было установлено, что Лапшин не высказывался в поддержку независимости Нагорного Карабаха, а его записи носили туристический характер. Поэтому обвинение в призывах к независимости Нагорного Карабаха было изъято из обвинения.
Генпрокуратура Беларуси приняла решение удовлетворить запрос Азербайджана и выдать Лапшина. 7 февраля 2017 года он был экстрадирован в Баку.
8 февраля Ильхам Алиев в ходе телефонного разговора с Лукашенко выразил признательность белорусской стороне и лично Лукашенко «за демонстрацию справедливой позиции и решительного шага в связи с экстрадицией в Азербайджан Александра Лапшина», «расценил данный шаг, как соблюдение верховенства закона и международных конвенций, проявление азербайджано-белорусской дружбы и отношений стратегического партнерства».
Представители России и Израиля, стран, гражданином которых является Александр, активно участвовали в судьбе блогера. Они пытались воспрепятствовать его экстрадиции в Азербайджан. В итоге в международный конфликт оказались втянуты и задействованы дипломаты и чиновники 5 стран. О деле Лапшина высказался даже представитель Госдепартамента США Джон Кирби. В Ереване, после выдачи Лапшина Минском Баку, перед посольством Беларуси, проводились акции протеста, в поддержку блогера, организованные будущим премьер-министром Николом Пашиняном, за что Лапшин лично поблагодарил Пашиняна. Пресс-секретарь МИД Армении Тигран Балаян назвал экстрадицию Александра Лапшина в Азербайджан грубейшим нарушением прав человека и призвал исключить Беларусь из ОДКБ .
Протест в связи с выдачей Лапшина заявила также ОБСЕ.
Против выдачи Лапшина в Азербайджан высказывались многочисленные российские политики, такие как уполномоченная по правам человека в РФ Татьяна Москалькова, назвавшая произошедшее грубым нарушением прав журналистов. Лидер фракции ЛДПР Владимир Жириновский осудил решение президента Беларуси Лукашенко выдать Азербайджану гражданина России Александра Лапшина, заявив, что журналист вправе ездить куда пожелает, выполняя свой профессиональный долг.
Против выдачи Лапшина высказались некоторые политики и общественные деятели Турции, такие как бывший депутат турецкого Меджлиса и основатель Левой партии зелёных Уфук Урас и правозащитник Шанар Юрдатапан.
Осудили выдачу Лапшина ряд чешских политиков, в первую очередь депутат Чешской республики в Европарламенте Яромир Штетина, посол Чехии в Армении Петр Микиска.
Также же к призыву немедленно освободить блогера присоединились евродепутаты Франк Энгель (Люксембург) и Элени Теохаус (Кипр).
В конце ноября 2016 года, незадолго до ареста Лапшина, состоялся визит Александра Лукашенко в Баку, во время которого белорусский президент получил из рук Ильхама Алиева орден имени его отца Гейдара — высшую награду страны. Поцеловав орден Лукашенко сказал — «я это ценю, я отработаю».
По словам советника бывшего президента Азербайджана Гейдара Алиева Эльдара Намазова, Лапшин был осужден не за то, что посетил Карабах, а за то, что пересёк границу Азербайджана, несмотря на то, что попал в «чёрный список» и демонстративно показывал у себя в блоге, что смог обмануть пограничников и фактически троллил государственные службы. Бакинский суд по тяжким преступлениям впоследствии признал блогера виновным в незаконном пересечении границы и приговорили к трем годам лишения свободы. Предъявленное же Лапшину обвинение в совершении им публичных призывов к нарушению территориальной целостности государства было снято с блогера как недоказанное.
В своем последнем слове Лапшин выразил сожаление в связи с несанкционированным официальным Баку посещением Нагорного Карабаха, заявив:
Я виноват перед азербайджанским народом лишь в том, что мои действия послужили причиной его духовных страданий. Я понимаю, насколько Карабах важен для Азербайджана. Я ни при каких обстоятельствах не вступал в преступную связь с армянским правительством.
По версии российских СМИ и Интерфакс-Азербайджан, на заседании Лапшин признал, что Нагорный Карабах является территорией Азербайджана, но при этом, не признал свою вину, заявив что ездил в Карабах как турист и его поездки никак не связаны с политикой, либо встречами с кем-либо из официальных лиц:
Я не признаю себя виновным. Я совершал только туристические поездки. В своем блоге я делился исключительно туристическими впечатлениями, и это не были политические публикации. Я бывал в Нагорном Карабахе два раза и не имел никаких контактов с местными должностными лицами.
Спустя три месяца после этого, 11 сентября 2017 года, Ильхам Алиев подписал распоряжение о помиловании Александра Лапшина, после чего он смог улететь из Баку в Тель-Авив. Говоря о нападении на него в бакинском следственном изоляторе накануне помилования ночью с 10 на 11 сентября, Лапшин рассказывал, что ночью в камере он был избит несколькими людьми в масках, после чего очнулся через двое суток в реанимации бакинского госпиталя. По его словам, была предпринята неудавшаяся попытка инсценировки самоубийства через повешение.

## Арест и помилование Лапшина
Арест и экстрадиция Лапшина из Беларуси в Азербайджан даже годы спустя являлось горячей темой для СМИ и политиков ряда стран. Сам Лапшин неоднократно публиковал документы, указывающие, что власти Беларуси выдали его незаконно, сфабриковав несуществующие обвинения и действуя в нарушение собственного законодательства. Власти Беларуси держали Лапшина перед его экстрадицией в Азербайджан в одной камере с белорусскими оппозиционерами и активистами, такими как Алесь Юркойть осуждённый по делу Ошмянских таможенников, а также с японским художником Даити Ёсидой. Лапшин неоднократно давал интервью на тему издевательств и беззакония творящихся в белорусских тюрьмах. Также Лапшин утверждал, что уже в Азербайджане содержался по соседству от осужденного азербайджанского генерала Арифа Човдарова и был знаком с бакинским блогером Мехманом Галандаровым, также осужденным, который позже скончался в тюремной камере при невыясненных обстоятельствах.
Президент Белоруссии Александр Лукашенко заявил, что Лапшин был арестован в Минске по запросу Интерпола, в то время, как Интерпол заявил что имя блогера никогда не было в списках разыскиваемых лиц.
Выдача Лапшина Израилю в результате помилования президентом Азербайджана Ильхамом Алиевым также прошла со скандалом. Власти Азербайджана утверждали, что давно согласовали с Израилем его выдачу, но израильская сторона по непонятной причине не согласовала необходимую процедуру, и в результате Лапшин предпринял попытку самоубийства, что Лапшин впоследствии опроверг и назвал покушением на убийство. Кроме того, блогер, арестованный как гражданин России, был выдан Израилю в качестве гражданина Израиля. Имеются противоречия относительного того, признал ли себя Лапшин виновным в инкриминируемых ему деяниях (посещение Нагорного Карабаха без согласования с Азербайджаном), поскольку СМИ Азербайджана утверждали что Лапшин признал вину, в то время как российский «Интерфакс» утверждал обратное.
Помилование блогера Алиевым было опубликовано на официальном сайте главы государства 11 сентября 2017 года в 10:35 утра, менее чем два часа спустя после поступления Лапшина в госпиталь Баку (по версии властей Азербайджана блогер предпринял попытку самоубийства, по версии самого Лапшина на него было совершено нападение), что по оценкам ряда аналитиков указывает, что данный инцидент мог быть связан с внутриполитической борьбой внутри Азербайджана и попытками скомпрометировать действующую власть.
Лапшин после освобождения стал вести активную работу по борьбе за права человека, выступал в таких организациях как ООН, ПАСЕ, ОБСЕ, на различных международных форумах и конференциях. Также в Вашингтоне блогер встречался с президентом Армении Арменом Саркисяном и конгрессменами Бредом Шерманом и Дэвидом Прайсом, которых ознакомил с нарушением прав человека в Азербайджане. Некоторые СМИ Азербайджана обвинили блогера в сотрудничестве со спецслужбами Армении и представили скриншот переписки Лапшина с некоей «Анной» где тот просит у неё денег для продолжения кампании против Азербайджана, однако Лапшин назвал это фальшивкой.

## Участие третьих стран в деле Лапшина
Власти Азербайджанской республики обращались по меньшей мере к 13 государствам с запросом об аресте Лапшина ещё до его фактического задержания в Беларуси, но получили отказ. Полный список этих стран нигде Азербайджаном не был заявлен, однако некоторые источники указывают одну из стран — Украину, которая формально отказала Азербайджану в уголовном преследовании блогера. В июне 2019 года Лапшин обвинил власти Грузии в незаконной передаче властям Азербайджана информации о нём, членах его семьи, состоянии банковского счета, наличия недвижимости в Грузии. Кроме того, Лапшин заявил, что в его распоряжении имеются документы, указывающие на передачу грузинскими властями информации о сотнях туристов и гражданах Армении, пересекавших армяно-грузинскую границу.

## Заявление Лапшина о новом уголовном преследовании
В феврале 2019 года Лапшин опубликовал сообщение, в котором рассказал о повторном возбуждении уголовного производства Генеральной прокуратурой Азербайджана против него. По словам Лапшина, на этот раз азербайджанские власти обвиняют его по статьям «Дискредитация или унижение чести и достоинства президента Азербайджанской Республики» и «Призывы против действующей власти». Согласно словам Лапшина, ему пришло «официальное письмо от МИД Израиля», в котором на иврите было написано, что по имеющейся информации Азербайджан возбудил против Лапшина уголовные дела и ему «следует это иметь в виду».

## Предполагаемая попытка похищения в Латвии
В феврале 2020 года Лапшин заявил в интервью российским, израильским и армянским СМИ, что 15 декабря 2019 года его пытались похитить во время его пребывания в Риге (Латвия), но преступление было сорвано правоохранительными органами Латвии. По словам Лапшина, его похищение с целью дальнейшей доставки в Азербайджан было организовано Службой государственной безопасности Азербайджана по указанию главы СГБ Азербайджана Али Нагиева, при участии местных азербайджанских криминальных авторитетов в качестве исполнителей. Данная информация, опубликованная в СМИ Израиля, Армении и России, оспаривалась азербайджанскими СМИ и азербайджанскими политологами и экспертами.

## Решение ЕСПЧ по жалобе Лапшина против Азербайджана
В начале 2018 года Александр Лапшин подал иск против Азербайджана в Европейский суд по правам человека, в котором он обвинил Азербайджан в покушении на убийство, пытки, незаконное лишение свободы. Его адвокатом является Карина Москаленко, также представляющая интересы Алексея Навального в жалобе против Российской Федерации. 15 декабря 2018 года Европейский суд уведомил адвокатов Лапшина, что начал коммуникации с властями Азербайджана, приняв решение, что представленных доказательств по поводу покушения на убийство в бакинской тюрьме, нанесении тяжкого вреда здоровью и пытках достаточно для возбуждения производства против Азербайджана.
20 мая 2021 года Европейский суд по правам человека (ЕСПЧ) признал власти Азербайджана виновными в покушении на убийство и пытки в отношении Лапшина. Одновременно суд в Страсбурге обязал правительство в Баку выплатить Лапшину денежную компенсацию в размере 30 тысяч евро.

## Резолюция ООН, осуждающая Беларусь и Азербайджан по делу об экстрадиции Лапшина
7 сентября 2022 года Комитет по правам человека ООН принял резолюцию, признавшую власти Беларуси виновными в незаконном аресте и последующей экстрадиции в Азербайджан Александра Лапшина. В резолюции подчёркивается, что посещение Нагорного Карабаха в качестве журналиста не может рассматриваться как уголовное преступление, а также указывается, что экстрадиция в Азербайджан потенциально угрожала жизни журналиста и не должна была состояться.

## Инцидент между Лапшиным и послом Беларуси в Ереване
7 мая 2021 года в Ереване на международной туристической выставке IntourExpo имел место инцидент между Лапшиным и послом Республики Беларусь в Армении Александром Конюком. Оба были приглашены в качестве почетных гостей, при этом блогер демонстративно отказался пожать руку послу, а позже высказался за изгнание посла Александр Конюка из Армении. Свои действия Лапшин объяснил тем, что до сентября 2021 года Конюк занимал должность Генерального прокурора Республики Беларусь, и именно он принял решение об экстрадиции блогера в Азербайджан — его подпись стоит под экстрадиционными документами. Также блогер обвинил Конюка в причастности к насильственному подавлению мирных акций протеста в Минске летом 2021 года.

## Экранизация инцидента с Лапшиным
В октябре 2019 года стало известно о планах снять художественный фильм Black list («Чёрный список») про историю с арестом и судом над Лапшиным. Об этом сообщили как сам Лапшин, так и известный армянский кинорежиссёр Дживан Аветисян. По задумке фильм затрагивает многие политические аспекты инцидента, включая торг за блогера между Россией и Беларусью за энергоносители по вопросу его выдачи в Азербайджан, про участие израильских военных элит в переговорном процессе, про покушение на убийство против блогера. Фильм намеревались снимать с участием американских и европейских продюсеров и киноактеров. В начале 2023 года режиссёр фильма сообщал, что работа над фильмом «постепенно продвигается вперед».